# Aina Pascual i Bennasar
Aina Pascual i Bennasar (Mallorca, 4 de juliol de 1948) és una historiadora de l'art mallorquina. Ha publicat nombrosos llibres sobre el patrimoni de Mallorca: cases senyorials, convents, jardins, etc., molts dels quals ha fet en col·laboració amb l'historiador Jaume Llabrés i el fotògraf David G. Murray. Des de 1996, Pascual i Llabrés han investigat i catalogat el patrimoni del Convent de la Puríssima Concepció de Palma: mobiliari, ceràmica, col·lecció tèxtil, pessebre monumental. Quan van escriure una obra sobre els convents, el 1992, es van adonar que aquelles institucions constituïen un patrimoni de molt gran valor, històric, artístic i etnològic, que era desconegut per a molta gent. Avui dia, una part del convent és oberta al públic i hi organitzen exposicions anuals.
Aina Pascual és una de les persones fundadores d’ARCA (Associació per a la defensa del patrimoni de Mallorca), que l'any 2007 la va nomenar sòcia d'honor, juntament amb Jaume Llabrés.
El 2010 Pascual rebé el premi “Jaume II” per part del Consell de Mallorca; el 2015 rebé el guardó de l'Esplendor de la Fundació Amics del Patrimoni, juntament amb David Murray i el 2017 rebé el premi Bartomeu Oliver, dels premis 31 de Desembre, de l'Obra Cultural Balear.